# Vereinigung Luftfahrt
Die Vereinigung Luftfahrt e.V. (VL) ist ein Berufsverband der Beschäftigten in der zivilen deutschen Luftfahrt mit Sitz in Groß-Gerau. Sie hat drei Ortsverbände an den Flughäfen Frankfurt, Hamburg und Düsseldorf. Die VL ist eigenständig sowie politisch und finanziell unabhängig von Parteien, Gewerkschaften und Wirtschaftsunternehmen.

Der ehrenamtlich tätige Bundesvorstand besteht aus der Bundesvorsitzenden Anke Heß, seinem Stellvertreter Werner Zielina und dem Schatzmeister Reinhard Bind. Die Mitglieder sind überwiegend bei der Deutschen Lufthansa AG oder der Tochtergesellschaft Lufthansa Technik AG (LHT) beschäftigt. Die Vorsitzende des Ortsverbandes Frankfurt, Anke Heß, gehört dem Aufsichtsrat der Lufthansa Technik AG an.
 Die Vereinigung Luftfahrt gibt die Verbandszeitschrift VL-Magazin (ehem. VL-Info) heraus, in welcher über die tarifliche und berufspolitische Arbeit der Organisation informiert wird. 

## Geschichte
Die Vereinigung Luftfahrt wurde 1975 aus der Überzeugung heraus gegründet, dass eine Vertretung der speziellen Interessen der Mitarbeiter in der Zivilluftfahrt nur durch eine eigenständige Vereinigung möglich ist. 1986 wurde zwischen der VL und der DAG (Deutsche  Angestellten-Gewerkschaft ) ein Kooperationsvertrag geschlossen. Nachdem die DAG im Jahr 2001 in der  ver.di (Vereinte Dienstleistungsgewerkschaft) aufging hat die VL einen Kooperationsvertrag  mit der ver.di abgeschlossen.

Über den aktuellen Kooperationsvertrag werden die tarifpolitischen Interessen der Vereinigung Luftfahrt über deren Mitglieder mit ver.di- oder VL-Mandat in die Konzern- und Geschäftsfeld-Tarifkommissionen eingebracht und umgesetzt. In Zusammenarbeit mit dem weltweit tätigen Berufsverband AEI (Aircraft Engineers International) fließen die berufspolitischen Vorstellungen der VL auf die internationale Meinungsbildung ein.